# کلیسای استپانوس مقدس، توغ
کلیسای استپانوس مقدس، توغ (ارمنی: Սուրբ Ստեփանոս եկեղեցի (Տող)؛ انگلیسی: St. Stephen) یک کلیسا متعلق به کلیسای حواری ارمنی واقع در شهر توغ، استان هادروت جمهوری آرتساخ می‌باشد. ساخت و ساز این ساختمان در سال ۱۷۴۷ میلادی؛ به پایان رسید. این بنا به سبک معماری ارمنی طراحی شده‌است.